# Dugojnica

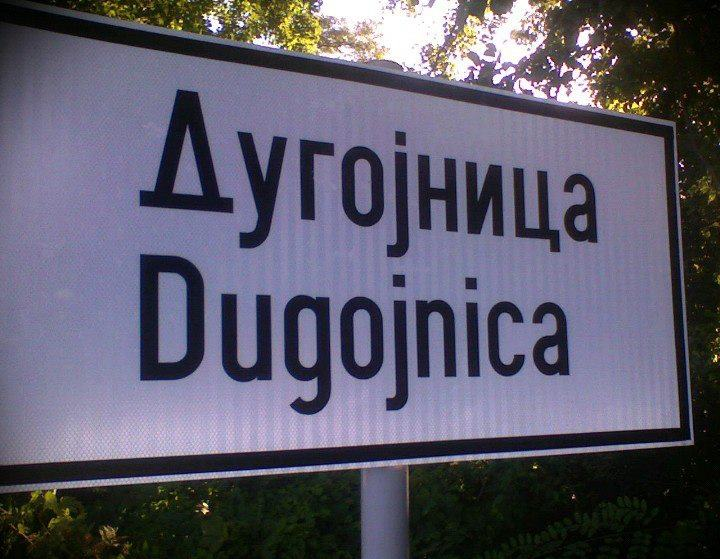

Dugojnica (en serbe cyrillique : Дугојница) est un village de Serbie situé dans la municipalité de Surdulica, district de Pčinja. Au recensement de 2011, il comptait 239 habitants.
Dugojnica est également connue sous le nom de Dlugojnica.

## Démographie
| 1948 | 1953 | 1961 | 1971 | 1981 | 1991 | 2002 | 2011 |
| ---- | ---- | ---- | ---- | ---- | ---- | ---- | ---- |
| 418  | 465  | 461  | 432  | 330  | 288  | 275  | 239  |

|  |